# Alparslan Türkeş
Alparslan Türkeş var en turkisk militär och nationalistpolitiker.
Han föddes den 25 november 1917 i Nicosia, Cypern som "Ali Arslan".
Pseudonymen "Alparslan Türkeş" förvärvade han under sin militära bana och antog det som officiellt namn efter 1934.
Türkeş blev känd som överste och talesman för den militärjunta som den 27 maj 1960 störtade, och senare även avrättade, den dåvarande premiärministern Adnan Menderes. Alparslan Türkeş kom själv att sparkas efter en intern maktkamp inom juntan och valdes senare till partiledare för Republikanska Nationella Jordbrukarpartiet (CKMP). 
1965 publicerade Türkeş en politisk skrift, kallad De nio ljusens doktrin, i vilken han lyfte fram nio grundläggande principer som grund för partiets nationalistiska ideologi:
- nationalism
- idealism:
- moralism
- societalism
- vetenskaplighet
- självständighet
- landsbygdsförankring
- framåtskridande och populism
- industrialism & teknologi

1969 bytte CKMP namn till Nationalistiska aktionspartiet (MHP). 
Han dog den 4 april 1997 i Ankara. 